# Filenchus clarki
Filenchus clarki är en rundmaskart som först beskrevs av Olufunke A. Egunjobi 1968.  Filenchus clarki ingår i släktet Filenchus och familjen Tylenchidae. Inga underarter finns listade i Catalogue of Life.